# Rayman Legends
Rayman Legends és un videojoc de plataformes desenvolupat per Ubisoft Montpellier i publicat per Ubisoft. És el cinquè títol principal de la sèrie Rayman i la seqüela directa del joc Rayman Origins del 2011. El joc va ser llançat per a diverses plataformes: Microsoft Windows, PlayStation 3, Xbox 360, Wii U i PlayStation Vita durant els mesos d'agost i setembre de 2013. Les versions de PlayStation 4 i Xbox One van ser llançades al febrer de 2014, i una versió de Stadia es va publicar al novembre de 2021. Un port per a la Nintendo Switch, titulat Rayman Legends Definitive Edition, va arribar a Amèrica del Nord, Europa i Austràlia el 12 de setembre de 2017.
Rayman Legends es va anunciar a l'Electronic Entertainment Expo (E3) 2012 per a Wii U i estava previst per al llançament durant la finestra de llançament de la consola. No obstant això, el joc es va endarrerir fins al febrer de 2013 per tal de donar-li el toc final, i a causa del fracàs financer de ZombiU, el llançament es va retardar de nou sis mesos i el joc es va fer multiplataforma.
Rayman Legends va rebre elogis de la crítica quan es va estrenar. Els crítics van lloar les imatges del joc, el disseny de nivells, els controls, la banda sonora, la jugabilitat general i la gran quantitat de contingut. Tot i que el joc va tenir vendes inicials modestes, va superar el milió de còpies venudes el 2014.

## Joc
El joc segueix l'estil de joc de Rayman Origins en què fins a quatre jugadors (segons el format) s'obren pas simultàniament per diferents nivells. Els Lums es poden recollir tocant-los, derrotant enemics o alliberant els Teensies capturats. Col·leccionar Teensies desbloqueja nous mons, que es poden jugar en qualsevol ordre un cop estiguin disponibles. Juntament amb Rayman, Globox i els Teensies que tornen com a personatges jugables, els jugadors ara poden controlar el nou personatge femení Barbara, la princesa bàrbara, la seva germana i els seus cosins, un cop els rescatin de determinades etapes.
A més dels personatges jugables principals, Murfy, l'ampolla verda que va fer la seva primera aparició a "Rayman 2: The Great Escape," actua com a personatge secundari. Murfy pot dur a terme diverses accions, com ara tallar cordes, activar mecanismes, agafar enemics i col·laborar en la recopilació de Lums. Aquests proporcionen una sèrie de nivells que requereixen cooperació per avançar. A les versions del joc per a Wii U, PlayStation Vita i PlayStation 4, un jugador addicional pot controlar directament Murfy utilitzant els controls tàctils del Wii U GamePad, la pantalla tàctil frontal de la Vita i el touchpad DualShock 4, respectivament. En el mode de jugador únic, el control es transfereix a Murfy en determinades seccions, mentre que l'ordinador assumeix el control del personatge del jugador. A les versions per a PlayStation 3, Xbox 360, Xbox One i PC, Murfy es mou automàticament i pot rebre ordres per interactuar amb objectes específics mitjançant controls de botons. Altres característiques noves inclouen seccions on els jugadors poden llançar projectils als enemics i nivells amb ritmes configurats amb versions de cançons com "Black Betty", "Eye of the Tiger" i "Woo-Hoo".
El joc inclou més de cent vint nivells, incloent quaranta nivells remasteritzats de l'original Rayman Origins, que es desbloquegen en obtenir Tiquets de la Sort, els quals també poden atorgar Lums i Teensies addicionals. Alguns nivells incorporen versions remixades "Invades", que s'han de completar el més aviat possible. El joc també ofereix etapes de reptes diaris i setmanals, on els jugadors poden competir amb altres mitjançant taules de classificació en reptes com ara recollir un cert nombre de Lums en poc temps o sobreviure al màxim en un escenari. Més etapes de desafiament es poden accedir incrementant la qualificació "increïble" del jugador, la qual augmenta aconseguint trofeus per rescatar Teensies, recollir un gran nombre de Lums a cada nivell o mantenir una posició destacada en la classificació al final d'un repte. També es presenta un joc de futbol multijugador local, Kung Foot, on els jugadors utilitzen atacs per llançar una pilota cap a la porteria rival.

## Parcel · la
Un segle després que hagin passat els esdeveniments d'Origins i Rayman, Globox i els Teensies s'han adormit profundament després de l'aventura. Durant aquest temps, els malsons del Bubble Dreamer s'han fet més forts i s'han expandit amb l'ajuda del mag (que va sobreviure i es va dividir en 5) i va capturar la Barbara i la seva companya princesa. Després de descobrir-ho, en Murfy desperta a Rayman i als seus companys i els explica el que ha passat i es posa en marxa per acabar amb el caos. Després de vèncer el cap de cada món, Rayman i els seus companys punxen cada mag a l'espai, on cadascun acaba sent utilitzat com a instrument pels diablillos per diversió.

## Desenvolupament
El joc va ser revelat inicialment a través d'una enquesta de màrqueting en línia, que va insinuar que el proper "Rayman Origins 2" incorporaria dracs, vampirs, fantasmes, la tornada de la terra dels morts pàl·lids i també personatges estimats de la sèrie Rayman, a més de recuperar les característiques del seu predecessor. Més tard, Ubisoft va registrar els noms de domini "RaymanLegends.com" i "Rayman-Legends.com".
El 27 d'abril del 2012, es va filtrar el primer tràiler del joc, el qual va revelar diversos detalls al respecte, incloent nous personatges jugables, així com la inclusió del multijugador en línia. El final del tràiler també mostrava funcions exclusives de la Wii U, com l'ús de NFC per fer que les figures col·locades a la pantalla tàctil apareguessin al joc, tal com es demostra amb figures dels Rabbids i d'Ezio d'Assassin's Creed. Posteriorment, Ubisoft va emetre un comunicat que va confirmar el seu desenvolupament, tot i que va assegurar que "estava pensat com un vídeo demostratiu purament intern i de cap manera representa el joc final, la consola final o les seves característiques".
El joc es va presentar oficialment per a la Wii U i va ser demostrat per Ubisoft a la fira Electronic Entertainment Expo 2012. Murfy va aparèixer com un personatge jugable a la demostració. Tot i que Ubisoft només ha confirmat el llançament del joc per a la Wii U, el gerent sènior de jocs d'Ubisoft, Michael Micholic, va declarar que l'empresa està considerant les versions de Rayman Legends per a la PS3, Xbox 360 i PC, ja que "estem explorant moltes opcions de llançament diferents". Un tràiler publicat a la Gamescom 2012 va revelar que el joc seria exclusiu per a la Wii U.
Originalment, es va llançar el 30 de novembre de 2012 (sota el títol de llançament de Wii U). Tot i així, el 8 d'octubre de 2012 es va informar que es retardava. El 13 de desembre de 2012, es va publicar una demostració del joc a la Wii U eShop. La data de llançament oficial es va revelar com el 26 de febrer de 2013, però es va endarrerir fins a setembre de 2013 per permetre un llançament simultani amb PlayStation 3 i Xbox 360. Aquest retard va provocar la inquietud dels aficionats, ja que el desenvolupador havia afirmat que la versió de Wii U ja estava acabada. Els fans van iniciar una petició perquè el joc es llancessi a la data original a la Wii U, amb més de 11.000 signatures. Per tranquil·litzar els fans, Ubisoft va afirmar que la Wii U tindria una altra demostració exclusiva en el futur, però això va rebre una resposta igualment negativa. Els desenvolupadors involucrats en el joc també van expressar el seu descontentament pel retard, mentre que el creador Michel Ancel va ser fotografiat amb manifestants que demanaven el llançament del joc.
En resposta al retard, l'equip de desenvolupament va anunciar que llançaria el mode de reptes en línia del joc de forma gratuïta a través de la Nintendo eShop, publicat el 25 d'abril de 2013. Aquest mode inclou reptes diaris basats en un dels cinc escenaris, essent un exclusiu de Wii U, i incorpora taules de classificació en línia i funcionalitat fantasma. També van afirmar que, amb el temps de desenvolupament addicional, afegirien nous nivells, enemics i altres elements al joc. El 24 de febrer de 2013, es va revelar que Michel Ancel i l'equip de Montpeller podrien deixar Ubisoft a causa de la polèmica, tot i que Ubisoft va desmentir qualsevol rumor. Segons Yves Guillemot, president i conseller delegat d'Ubisoft, el baix rendiment de vendes de 'ZombiU' va conduir a la decisió de convertir 'Rayman Legends' en un joc multiplataforma. Malgrat que l'equip va considerar l'ús de Xbox Smartglass per reproduir les funcions del Wii U GamePad en Xbox 360, el sistema no va respondre adequadament.
L'1 d'agost del 2013 es va anunciar que els propietaris de Wii U que descarreguessin l'aplicació Rayman Legends Challenges abans del 28 d'agost del 2013 rebrien un vestit exclusiu per a Rayman. Les comandes anticipades de determinades versions del joc inclouen el personatge addicional Avelina, inspirat en Aveline de Grandpré d'Assassin's Creed III: Liberation, o vestits addicionals per a Rayman. El 7 d'agost del 2013, en una presentació de Nintendo Direct, es van anunciar 2 vestits nous per a la versió de Wii U: un vestit de Mario per a Rayman i un vestit de Luigi per a Globox. El 23 d'agost, l'aplicació Rayman Legends Musical Beatbox va estar disponible a Internet, iTunes i dispositius Android. Aquesta aplicació permet als usuaris crear les seves pròpies cançons des de zero o utilitzant el mode llegendari, que els permet editar les cançons del joc amb 3 opcions: Teensies in Trouble, 20000 Lums Under the Sea i Fiesta de los Muertos. El 28 d'agost del 2013, Ubisoft va anunciar al lloc de Rayman Legends que la versió europea de PlayStation Vita s'ha endarrerit fins al 12 de setembre del 2013 per aplicar el "nivell final de poliment" que els jugadors esperen d'un joc de Rayman.
L'espectacle inclou diverses millores al motor Ubi Art Framework utilitzat a Origins. Aquestes inclouen un nou sistema d'il·luminació dinàmica, que il·lumina o dibuixa els personatges en funció del seu entorn, juntament amb seccions sigils que fan ús de la llum i l'ombra, i la integració perfecta d'elements 3D en entorns 2D, destacat en els caps modelats en 3D del joc i monstres.
Un joc per a telèfons intel·ligents basat en l'estil artístic de Legends, Rayman Fiesta Run, va ser desenvolupat per Pastagames i llançat per a dispositius iOS i Android el 7 de novembre de 2013. És la seqüela del títol anterior, Rayman Jungle Run.
La PS4 i la Xbox One van permetre que el Rayman Legends aprofités les seves especificacions millorades. Això implica que el joc utilitza textures sense compressió i presenta temps de càrrega reduïts entre nivells. A més, els vestits addicionals de Rayman de les versions de PS3 i Xbox 360 també estan disponibles en aquestes versions.
Una porta de la Nintendo Switch desenvolupada conjuntament per Pastagames (que més tard col·laboraria amb Ubisoft a Rayman Mini), coneguda com a Definitive Edition, va ser llançada al setembre de 2017.
L'any 2020, Ubisoft va anunciar una campanya titulada "Juga el Teu Paper, Juga a Casa" durant la pandèmia de la COVID-19. Com a part d'aquesta iniciativa, els usuaris de PC van tenir l'oportunitat de canviar una còpia digital gratuïta de Rayman Legends (entre altres jocs) a través del lloc web oficial d'Ubisoft.

## Recepció

### Resposta crítica
Rayman Legends ha rebut "aclamació universal", segons l'agregador de ressenyes Metacritic. Edge li ha atorgat al joc un 9/10, elogiant-lo dient "Un dels jocs de plataformes més alegres, imaginatius i amb més cor obert que ha vingut en molt de temps".
La versió del joc per a PlayStation Vita va rebre una puntuació total de 33/40 segons Famitsu.
GamesRadar va atorgar al joc una puntuació de 4,5 sobre 5 estrelles, destacant la diversitat i la presentació dels nivells, mentre que criticava la jugabilitat a vegades caòtica del mode multijugador i algunes de les funcionalitats de la pantalla tàctil durant les sessions de joc en solitari.
Tom McShea de GameSpot va puntuar el joc amb un 9,0/10, destacant la mecànica del joc, el disseny dels nivells i la cooperació local.
GameTrailers va atorgar al joc una puntuació de 9,1/10, afirmant que la jugabilitat cooperativa a la Wii U GamePad "només serveix per complementar el disseny del joc".
Jose Otero d'IGN va puntuar el joc amb un 9,5/10, destacant la jugabilitat i el disseny dels nivells. Va assenyalar que, tot i que Rayman comença amb accions bàsiques com córrer, saltar i cops de puny, ràpidament es veu immers en trampes mortals, enfrontant-se a caps imponents i superant nivells de desafiament que recorden els vídeos musicals dels anys 90. Otero va expressar que cada vegada que pensava que havia trobat el seu escenari preferit, el següent arribava per substituir-lo. No obstant això, va criticar l'absència de connexions en línia.
Danielle Riendeau de Polygon va puntuar el joc amb un 8,5/10 afirmant que és "un guant ben dissenyat".
Thomas Whitehead, de Nintendo Life, va atorgar una puntuació "excel·lent" de 9/10 a la versió de Wii U, afirmant que es troba "a prop de la perfecció", malgrat alguns "lleus errors". Va criticar la brevetat del joc, tot i afegir que "Evidentment conscients d'això, els desenvolupadors van aconseguir que aquestes hores fossin absolutament glorioses".
Durant la 17a edició dels Premis DICE, l'Acadèmia d'Arts i Ciències Interactives va nominar Rayman Legends com a "Joc familiar de l'any", "Assoliment destacat en direcció d'art" i "Assoliment destacat en composició musical original".

### Vendes
Tot i que Legends va vendre més que Origins en la seva primera setmana de vendes internacionals amb la versió de Wii U que va vendre més còpies, el joc no va complir les expectatives de vendes. A partir de novembre de 2013, les vendes del joc s'acostaven al milió d'unitats, segons Ubisoft. A principis de novembre de 2014, Ubisoft va informar que Rayman Legends encara es venia bé i contribuïa als guanys de la companyia. A partir del 4 de febrer de 2019, Rayman Legends ha venut 4,48 milions de còpies a totes les plataformes, incloses PS Vita i Nintendo Switch.